# سیگار الکترونیکی

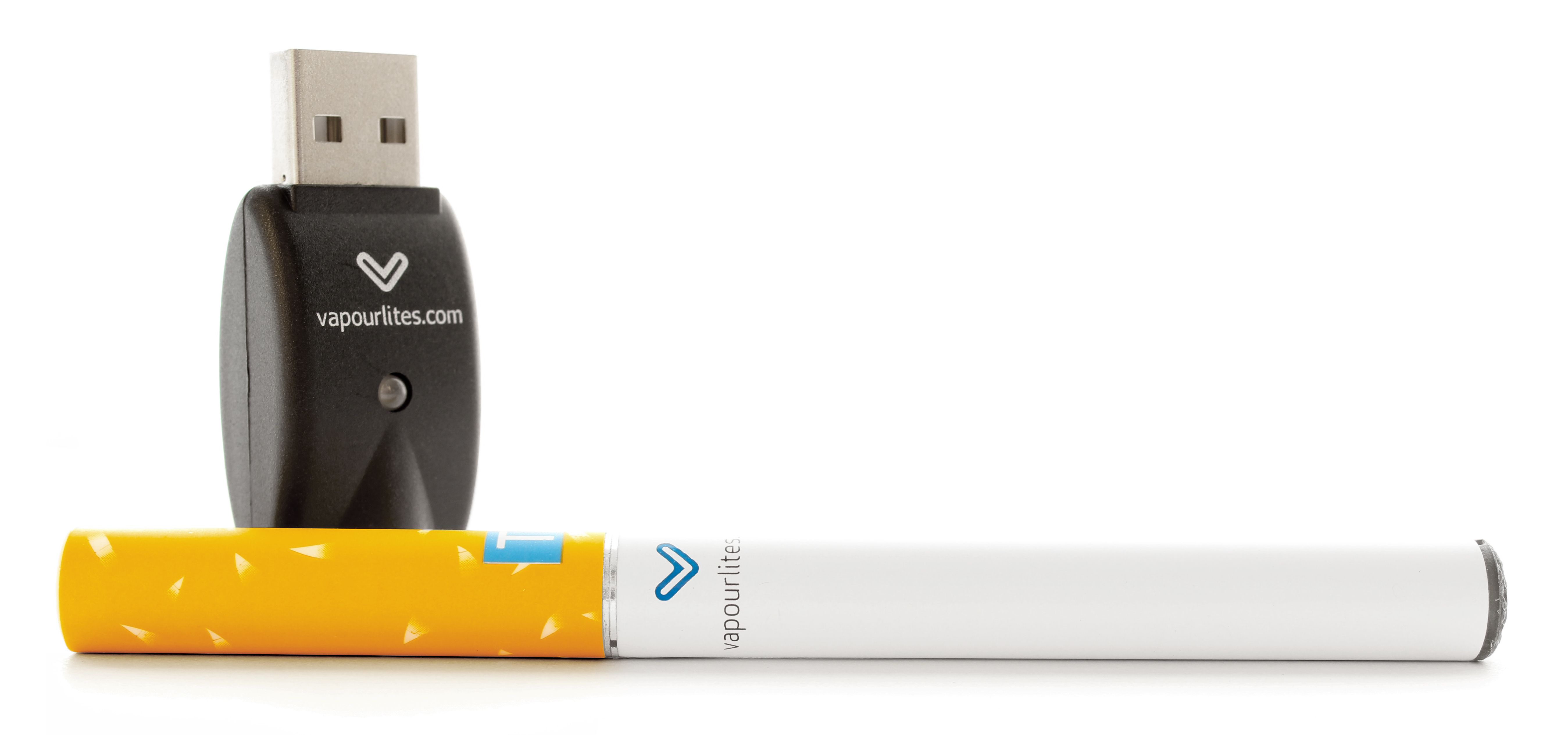
نسل اول سیگار الکترونیکی شبیه سیگار تنباکو، با یک باتری که می‌توان آن را جدا کرد و با شارژر USB شارژ کرد.

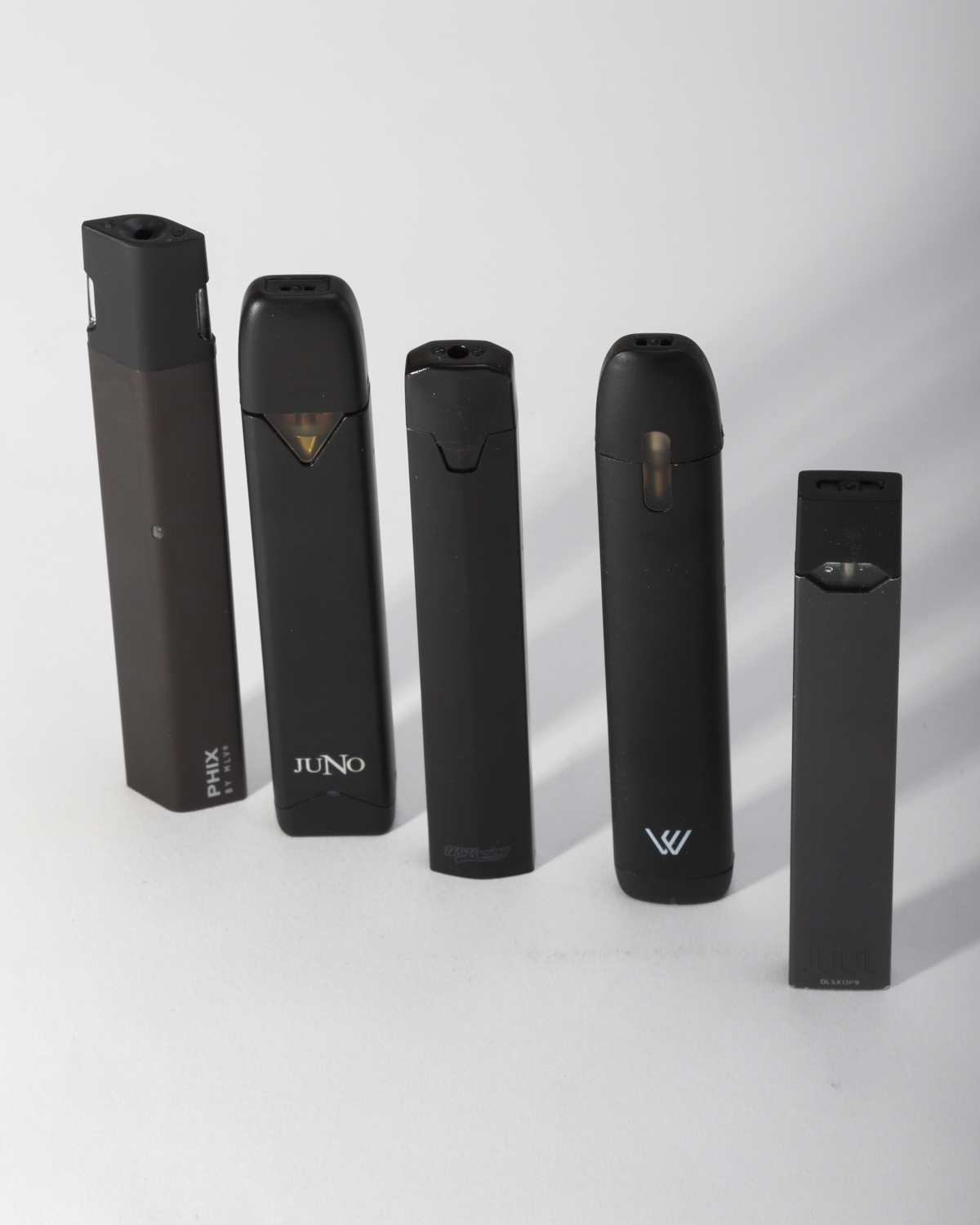
نسل جدید سیگارهای الکترونیکی

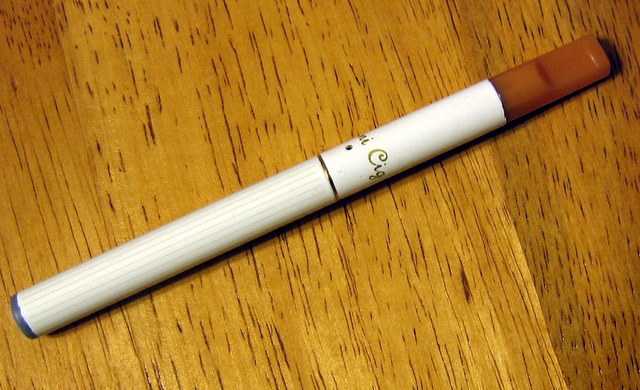
یک سیگار برقی مارک DSE-901.

سیگار برقی یا سیگار الکترونیکی ( ویپ و پادسیستم) وسیله‌ای است الکترونیکی که مصرف نیکوتین را به وسیله بخار کردن مایع الکترونیکی (e-liquid) توسط المنت حرارتی (Coil) شبیه‌سازی می‌کند.
این کار توسط تولید بخار از ماده‌ای به نام سالت نیکوتین یا ای لیکوئید یا ای جویس (به انگلیسی E juice) صورت می‌گیرد. برخی از آن‌ها به گونه‌ای طراحی شده‌اند تا بو، طعم، مزه و احساس کشیدن سیگار واقعی را به مصرف‌کننده بدهند اما زیان‌های سیگار واقعی را نداشته یا این زیان‌ها به حداقل برسد. سیگارهای الکترونیکی به دو دسته ویپ و پاد سیستم تقسیم می‌شوند که ویپ‌ها اغلب برای مصرف‌کنندگان تفریحی، و پاد سیستم‌ها اغلب برای ترک سیگار استفاده می‌شوند. در مورد مضرات احتمالی استفاده از سیگارهای الکترونیکی نمی‌توان با اطمینان نظر داد. اگرچه این دستگاه‌ها احتمالاً در مقایسه با سیگارهای معمولی سالم‌تر هستند، نتایج تأثیرات بلند مدت استفاده از آن‌ها بر روی بدن انسان به‌طور قطع موجود نیست. شواهد اولیه نشان می‌دهد استفاده از این دستگاه‌ها می‌تواند به ترک سیگار کمک کند، هرچند بهتر بودن کارایی این دستگاه‌ها در مقایسه با سایر روش‌های ترک سیگار هنوز به اثبات نرسیده‌است. فواید این دستگاه‌ها در کاهش معضلات ناشی از مصرف دخانیات هنوز روشن نیست، اما ممکن است در کاهش مرگ و میر و بیماری‌های ناشی از مصرف دخانیات مؤثر باشند. آزمایش‌های انجام گرفته تاکنون هیچ عوارض خطرناکی برای استفاده‌کنندگان نشان نداده‌اند. عوارض خفیف‌تری که تاکنون ثبت شده شامل التهاب و حس ناخوشایند در گلو و دهان، سرفه، سرگیجه و تهوع می‌باشد. افراد غیر سیگاری در صورت استفاده از این دستگاه‌ها در معرض اعتیاد به نیکوتین قرار می‌گیرند.
سیگار الکترونیکی اولین‌بار در سال ۲۰۰۳ و در کشور چین تولید شد اما امروزه در نقاط مختلف جهان فروخته می‌شود و میلیونها مصرف‌کننده دارد.
مطالعهٔ جدیدی در آمریکا نشان داده‌است که در سال ۲۰۱۶، حدود ۱۱ میلیون از بالغان آمریکایی مصرف‌کنندهٔ متداول سیگار الکترونیکی بودند.
مزیت‌ها و خطرهای احتمالی سیگارهای الکترونیکی، موضوع مورد بحث محقق‌ها و سازمان‌های فعال در زمینهٔ بهداشت و سلامتی است. بعضی دانشمندان، از جمله مسئولان اداره مواد غذائی و داروئی ایالات متحده آمریکا هشدار داده‌اند که در مورد ایمن بودن این محصول، هنوز سؤال‌های فراوانی بی‌پاسخ مانده‌است. طبق آزمایش‌های انجام‌شده هیچ‌کدام از ۴۰۰۰ مادهٔ شیمیایی مضر موجود در کاغذ، فیلتر و توتون سیگارهای معمولی در سیگارهای الکترونیکی وجود ندارد اما این سیگارها حاوی مواد شیمیایی مضر دیگری هستند که می‌توانند به اندازهٔ سیگارهای معمولی به مصرف‌کننده آسیب بزنند. محققان می‌گویند بیست درصد نوجوانان (۱۳تا ۱۹ سال) بریتانیایی سیگار الکترونیکی (برقی) را امتحان کرده یا آن را خریده‌اند. سازندگان سیگار برقی مدعی هستند که این نوع سیگار باعث تشویق نوجوانان به استفاده از آن نمی‌شود، اما نتیجه این تحقیق که در دانشگاه جان مورز لیورپول انجام شده این ادعا را زیر سؤال می‌برد. سیگار الکترونیکی فاقد بسیاری از مواد مضر و سرطان‌زای دود سیگار معمولی است، اما دربارهٔ آن اختلاف نظر زیادی وجود دارد. پژوهش‌ها موید آن است که مصرف‌کنندگان سیگارهای الکترونیکی در قیاس با سایرین، شانس کمتری برای ترک سیگار دارند. تحقیق در دانشگاه کالیفرنیا نشان می‌دهد افرادی که از سیگار الکترونیکی استفاده می‌کنند، ۲۸ درصد کمتر از افرادی که از این نوع سیگار استفاده نمی‌کنند، شانس ترک سیگار دارند. نوع دیگری از این دستگاه وجود دارد با نام اختصاری VAPE ویپ که قوی‌تر و پیشرفته‌تر از سیگارهای الکترونیکی معمولی است.

## اجزای تشکیل دهنده

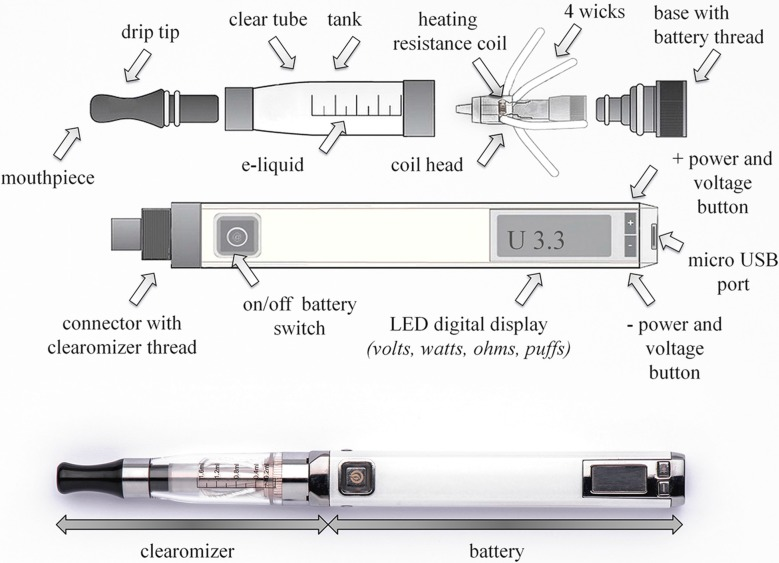
اجزای درونی تشکیل‌دهنده یک سیگار الکترونیکی

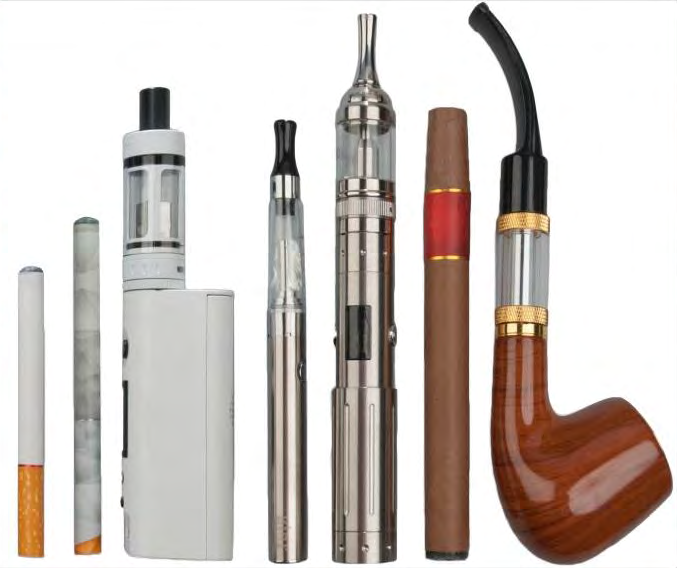
انواع سیگارهای الکترونیکی

سیگارهای الکترونیکی از اجزای مختلفی تشکیل شده‌اند که هر کدام نقشی در عملکرد دستگاه ایفا می‌کنند. اجزای اصلی این دستگاه عبارتند از:
باتری: وظیفه تأمین انرژی برای گرم کردن المنت دستگاه را برعهده دارد. باتری‌های این دستگاه‌ها معمولاً از نوع لیتیوم-یون است و در دو مدل قابل شارژ یا یکبار مصرف عرضه می‌شوند. برخی مدل‌ها از باتری‌های داخلی و برخی دیگر از باتری‌های جداشدنی و قابل تعویض استفاده می‌کنند.
کارتریج یا تانک (مخزن): این قسمت، محفظه‌ای است که مایع ویپ (جویس یا لیکویید) در آن ذخیره می‌شود. کارتریج‌های یک‌بار مصرف در برخی مدل‌ها قابل تعویض هستند، اما تانک‌ها معمولاً قابل شارژ بوده و می‌توان مایع ویپ را در آن‌ها دوباره پر کرد.
کوئل (المنت حرارتی): کوئل سیم پیچی است که با عبور جریان الکتریکی گرم می‌شود و مایع درون مخزن را تبخیر می‌کند. کوئل‌ها معمولاً از موادی مانند کانتال، نیکل یا استیل ساخته می‌شوند و نیاز به تعویض دوره‌ای دارند.
دهانه(سری): بخار تولیدشده از طریق این دهانه منتقل می‌شود. دهانه‌ها معمولاً از مواد مقاوم در برابر حرارت ساخته می‌شوند و در مدل‌های مختلف، اندازه و شکل‌های متنوعی دارند.
برد الکترونیکی: وظیفه کنترل دمای کوئل و سایر تنظیمات دستگاه را برد بر عهده دارد. بردها در برخی مدل‌ها شامل نمایشگر، دکمه‌های تنظیم دستگاه و ولتاژ و سنسورهای مختلفی برای بهبود تجربه کاربر هستند.
این اجزا با همکاری یکدیگر، مایع ویپ را به بخار تبدیل می‌کنند و امکان استفاده به‌عنوان جایگزین سیگار سنتی را فراهم می‌سازند.

## استدلال

تأثیرات ویپینگ در بدن انسان

سیگار الکترونیکی حاوی هیچ‌یک از مواد زیانباری نیست که از سوختن توتون و کاغذ سیگارهای معمولی تولید می‌شود اما می‌تواند میل به سیگار کشیدن را تسکین دهد. به این ترتیب، سیگار برقی «وسیله واسطه» برای کنار گذاشتن کامل مصرف دخانیات توصیف شده‌است. پژوهشگران بسیاری نیز از کشورهای مختلف جهان در نامه‌ای به سازمان بهداشت جهانی، وابسته به سازمان ملل متحد، از این سازمان خواستند از قرار دادن سیگار برقی در طبقه‌بندی دخانیات زیانبار مانند سیگار خودداری ورزد و خواستار آزادی استفاده از سیگار برقی شده‌اند. به عقیده آنان طبقه‌بندی سیگار الکترونیک در زمره دخانیات زیانبار باعث خواهد شد تا فرصتی مناسب برای کاهش موارد بیماری و مرگ در اثر استعمال دخانیات از دست برود. سیگار برقی «بخشی از راه حل» مسئله مصرف دخانیات است و نباید آن را «بخشی از مسئله» تلقی کرد.

### مخالفان

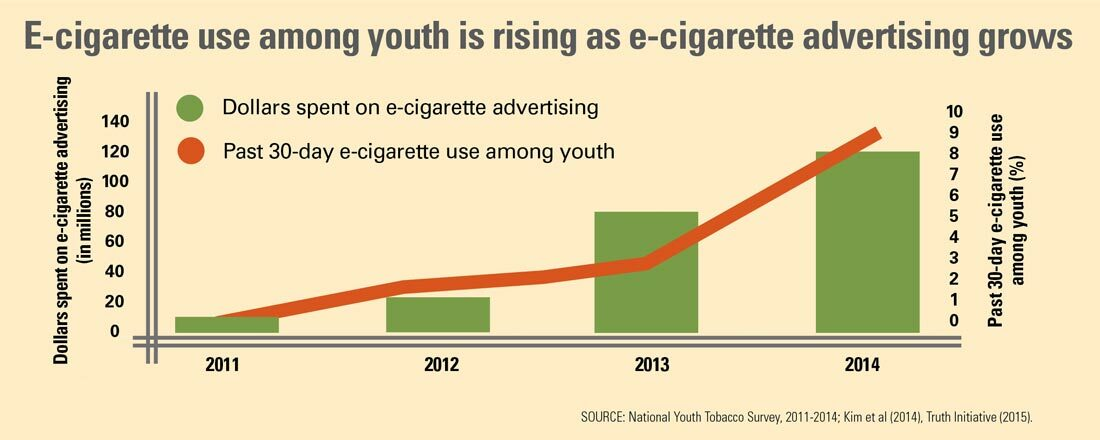
نمودار رشد تقاضای سیگار الکترونیکی میان نوجوانان

در مقابل، مخالفان سیگار برقی دلایلی را در توصیه به وضع محدودیت علیه این محصول مطرح کرده‌اند. به گفته آنان، هنوز پژوهش‌های کافی برای تشخیص زیان احتمالی این محصول صورت نگرفته و تا آن زمان، باید سیگار برقی را یک خطر بهداشتی بالقوه تلقی کرد. آنان همچنین با این نظر که سیگار برقی «واسطه» ترک دخانیات است مخالفت کرده و گفته‌اند که سیگار برقی خود می‌تواند اعتیادآور باشد. برخی از مخالفان سیگار برقی افزوده‌اند که دسترسی افراد غیرسیگاری، به خصوص نوجوانان به این محصول و عادت به استنشاق بخار آن باعث شود که مصرف‌کنندگان به تدریج به استعمال «کالای واقعی» یعنی سیگار کشانده شوند و تمامی تلاش‌ها برای مبارزه با دخانیات را خنثی کنند. در برابر این هشدار، برخی از تولیدکنندگان سیگار برقی محصولاتی را عرضه کرده‌اند که شباهت چندانی به سیگارهای معمولی ندارد.
ماه گذشته محققان آمریکایی به این نتیجه رسیدند که سیگار الکترونیکی در موش‌ها باعث آسیب به ریه شده و احتمال عفونت ریوی را در آن‌ها افزایش داده‌است. نتیجه یک مطالعه دیگر نیز نشان می‌دهد که سیگارهای الکترونیکی ریه‌ها را مسموم می‌کنند، اثربخشی سیستم ایمنی بدن را کاهش می‌دهند و موجب تحریک فعالیت باکتری‌ها می‌شوند که در نتیجه، به‌طور بالقوه ابرمیکروب‌ها را کشنده تر می‌کنند.

## ای لیکوئید

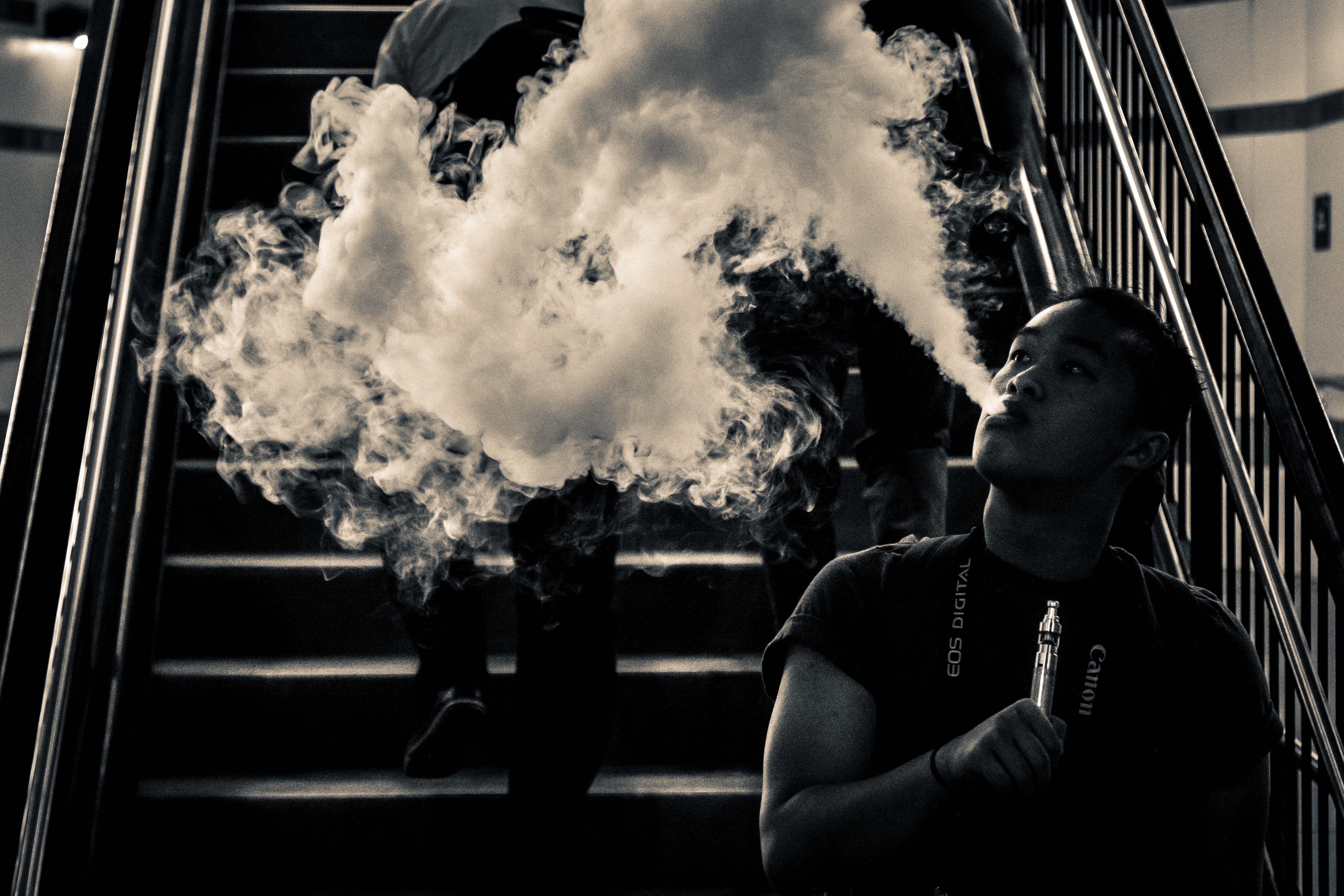
دود حاصل از سیگار الکترونیکی، مارس ۲۰۱۵

ای‌لیکوئید، لیکوئید یا مایع الکترونیکی (به انگلیسی E-liquid) به‌طور کلی به مایعی گفته می‌شود که جهت مصرف در سیگارهای الکترونیکی یا ویپ ساخته شده‌است. جویس‌ها معمولاً با درصدهای مختلف نیکوتین (به میلی‌گرم) ساخته می‌شوند که با 0mg آغاز شده و حداکثر 60mg می‌باشند. حجم آن‌ها نیز از 10ml آغاز می‌شود و معمولاً 30ml بزرگ‌ترین بسته‌بندی آن‌ها به‌شمار می‌رود. به جویس‌هایی که نیکوتین بالاتر از 10mg داشته باشند؛ سالت نیکوتین گفته می‌شود و مصرف آن‌ها تنها با دستگاه‌هایی که با قدرت پایین (پاد سیستم‌ها) عمل می‌کنند مجاز است؛ زیرا؛ استفاده از آن‌ها در ویپ‌ها، به دلیل بخار شدن با حجم بالا، مسمومیت نیکوتین را در پی دارد.